# Lev Andrejevics Arcimovics
Lev Andrejevics Arcimovics (oroszul Лев Андреевич Арцимович) (Moszkva, 1909. február 12. – Moszkva, 1973. március 1.) szovjet atomfizikus, plazmafizikus, az Orosz Tudományos Akadémia tagja, a Svéd Királyi Tudományos Akadémia, az American Academy of Arts and Sciences külföldi tiszteleti tagja.

## Pályafutása
Elszegényedett nemesi családban született, apja statisztikát tanított az egyetemen. 1924-ben kezdte meg tanulmányait Minszkben az egyetem matematika és fizika karán. 1929-ben értekezést írt a karakterisztikus röntgensugárzás spektrumáról.
1930-ban indult tudományos pályája Leningrádban, a Fizikai és Technikai Intézetben, a későbbi Ioffe Intézetben. Témája a röntgensugárzás fizikája volt, vékony fémlapokon tanulmányozta a kis szögű röntgenszórást. 1933-ban a Magfizikai Kutatóintézet részecskegyorsító laboratóriumában vizsgálta a felgyorsított elektronok és az atommag kölcsönhatását. A következő években a gyors elektronok lelassulását és szétáramlását, a fékezési sugárzást, a lelassuló elektronok  energiaveszteségét, valamint a gyors neutronok tulajdonságait vizsgálta.
A második világháború alatt infravörös sugárzást felhasználó elektronikus optikus (éjjellátó) eszközök fejlesztésén, és egyéb katonai védelmi feladatok megoldásán dolgozott. 1944-től a szovjet atomfegyver programban vett részt a Kurcsatov Intézetben. 1950-ben ő vezette a magfúziós kísérleteket az intézetben. 1952-ben kollégáival felfedezte a rendkívül magas hőmérsékletű plazma neutronsugárzását. 1956-ban ő irányította a tokamak magfúziós berendezés megépítését a Kurcsatov Intézetben. Holdkrátert neveztek el róla 1973-ban.

## Kitüntetései
- Szovjetunió Állami Díja
- Lenin-díj
- Szocialista Munka Hőse
- A Munka Vörös Zászló Érdemrendje
- Lenin-rend
- Vörös Zászló érdemrend
- az Orosz Tudományos Akadémia tagja
- az Amerikai Tudományos Akadémia (American Acadamy of Arts and Sciences) külföldi tiszteleti tagja (1966)[7]
- a Svéd Királyi Tudományos Akadémia tiszteleti tagja  (1968)